# Paul Dirac
Paul Adrien Maurice Dirac (Brístol, 8 de agosto de 1902-Tallahassee, 20 de octubre de 1984) fue un físico teórico británico que contribuyó de forma fundamental al desarrollo de la mecánica cuántica y la electrodinámica cuántica.
Ocupó la Cátedra Lucasiana de matemáticas de la Universidad de Cambridge, si bien pasó los últimos diez años de su vida en la Universidad Estatal de Florida. Entre otros descubrimientos formuló la ecuación de Dirac que describe el comportamiento de los fermiones y con la cual predijo la existencia de la antimateria. Dirac compartió el Premio Nobel de física de 1933 con Erwin Schrödinger, «por el descubrimiento de nuevas formas productivas de la teoría atómica».

## Biografía
Paul Dirac nació en Brístol (Inglaterra). Su padre, Charles, fue un inmigrante del cantón suizo de Valais que enseñaba francés. Su madre, originaria de Cornualles, era hija de marineros. Paul tenía una hermana pequeña (Beatrice Isabelle Marguerite) y un hermano mayor (Reginald Charles Felix), que se suicidó a los veintiséis años, en 1924. Dirac describió su infancia como infeliz, por la severidad y autoritarismo de su padre. Una reciente biografía ha matizado tal carácter, haciendo referencia al propio carácter difícil y taciturno de Paul.
Estudió en la Bishop Primary School y en el Merchant Venturers Technical College, una institución de la Universidad de Brístol, que enfatizaba técnicas modernas como poner ladrillos, hacer zapatos y trabajo con metal y lenguas modernas (algo inusual en la época, y a lo que Dirac estaría siempre agradecido).
Se graduó en ingeniería eléctrica en la Universidad de Brístol en 1921 con grandes calificaciones. Tras trabajar poco tiempo como ingeniero, Dirac decidió que su verdadera vocación eran las matemáticas. Completó otra carrera en matemáticas en Brístol en 1923 y fue entonces admitido en la Universidad de Cambridge, donde desarrollaría la mayor parte de su carrera. Empezó a interesarse por la teoría de la relatividad aunque Ebenezer Cunningham, especialista en Cambridge en ese campo, no le aceptó como estudiante y entonces trabajó bajo la supervisión de Ralph H. Fowler que trabajaba en el naciente campo de la física cuántica.

## Carrera científica
En 1926 desarrolló una versión de la mecánica cuántica en la que unía el trabajo previo de Werner Heisenberg y el de Erwin Schrödinger en un único modelo matemático que asocia cantidades medibles con operadores que actúan en el espacio vectorial de Hilbert y describe el estado físico del sistema. Por este trabajo recibió un doctorado en física por Cambridge.
En 1928, trabajando en los spines no relativistas de Pauli, halló la ecuación de Dirac, una ecuación relativista que describe al electrón. Este trabajo permitió a Dirac predecir la existencia del positrón, la antipartícula del electrón, que interpretó para formular el mar de Dirac. El positrón fue observado por primera vez por Carl Anderson en 1932. Dirac contribuyó también a explicar el spin como un fenómeno relativista.
El libro Principios de la Mecánica Cuántica de Dirac, publicada en 1930, se convirtió en uno de los libros de texto más comunes en la materia y aún hoy es utilizado. Introdujo la notación bra-ket y la función delta de Dirac.
En 1931 Dirac mostró que la existencia de un único monopolo magnético en el universo sería suficiente para explicar la cuantización de la carga eléctrica.
El 29 de enero de 2014, el profesor David S. Hall del Amherst College Physics y de la Academia Research Fellow Mikko Möttönen de la Universidad Aalto reportan que han logrado crear, identificar y fotografiar monopolos magnéticos sintéticos en el laboratorio.
Paul Dirac compartió en 1933 el Premio Nobel de Física con Erwin Schrödinger «por el descubrimiento de nuevas teorías atómicas productivas». Dirac obtuvo la cátedra Lucasiana de matemáticas de la Universidad de Cambridge donde ejerció como profesor de 1932 a 1969.
Dirac pasó los últimos años de su vida en la Universidad Estatal de Florida en Tallahassee, Florida. Allí murió en 1984, y en 1995 se colocó una placa en su honor en la Abadía de Westminster en Londres.

## Pupilos
Entre sus numerosos alumnos se encontraban Homi J. Bhabha, Fred Hoyle, John Polkinghorne y Freeman Dyson. Polkinghorne recuerda que a Dirac "una vez le preguntaron cuál era su creencia fundamental. Se dirigió a una pizarra y escribió que las leyes de la naturaleza deberían expresarse en bellas ecuaciones".

## Publicaciones
- The Principles of Quantum Mechanics (Los principios de la mecánica cuántica) (1930): Este libro resume las ideas de la mecánica cuántica utilizando el formalismo moderno desarrollado en gran parte por el propio Dirac. Hacia el final del libro, también analiza la teoría relativista del electrón (la ecuación de Dirac), de la que también fue pionero. Esta obra no hace referencia a ningún otro escrito disponible entonces sobre mecánica cuántica.
- Lectures on Quantum Mechanics (Conferencias sobre mecánica cuántica) (1966): Gran parte de este libro trata de la mecánica cuántica en la curvatura espacio-tiempo.
- Lectures on Quantum Field Theory (1966): Este libro sienta las bases de la teoría cuántica de campos utilizando el formalismo hamiltoniano.
- Spinors in Hilbert Space (1974): Este libro basado en conferencias impartidas en 1969 en la Universidad de Miami, Coral Gables, Florida, EE.UU., trata los aspectos básicos de los espinores a partir de un formalismo real del espacio de Hilbert. Dirac concluye con las proféticas palabras "Tenemos variables bosónicas que aparecen automáticamente en una teoría que comienza sólo con variables fermiónicas, siempre que el número de variables fermiónicas sea infinito. Debe haber tales variables bosón conectadas con electrones...".
- General Theory of Relativity (Teoría General de la Relatividad) (1975): Esta obra de 69 páginas resume la teoría general de la relatividad de Einstein.

## Carácter e ideología
Dirac era conocido entre sus colegas por su naturaleza precisa, al mismo tiempo que taciturna. Cuando Niels Bohr se quejaba de que no sabía cómo acabar una determinada frase en un artículo científico, Dirac le replicó: «A mí me enseñaron en la escuela que nunca se debe empezar una frase sin saber el final de la misma». Las anécdotas sobre su tendencia al silencio se hicieron famosas, y se acuñó una unidad, el dirac, para la unidad mínima de palabras que se podían decir en una conversación. Una reciente biografía The strangest man, de Graham Farmelo, ha sugerido que tenía síndrome de Asperger, porque su lenguaje era muy literal y no hablaba mucho con las personas.
Sus amigos y colegas consideraban que Dirac tenía un carácter inusual. En una carta de 1926 a Paul Ehrenfest, Albert Einstein escribió sobre un artículo de Dirac: "Me estoy esforzando con Dirac. Este equilibrio en el vertiginoso camino entre el genio y la locura es horrible". En otra carta relativa al efecto Compton escribió: "No entiendo en absoluto los detalles de Dirac".
También eran conocidas sus dificultades de relación social, su falta de empatía.
Dirac era también reconocido por su modestia. Llamó a la ecuación de la evolución temporal de un operador mecano-cuántico la «ecuación de movimiento de Heisenberg», cuando fue él el primero en escribirla. Para referirse a la estadística de Fermi-Dirac, él siempre insistió en decir estadística de Fermi, por razones de "simetría".
Cuando en una ocasión, preguntaron sobre poesía, contestando: «En ciencia uno intenta decir a la gente, en una manera en que todos lo puedan entender, algo que nunca nadie supo antes. La poesía es exactamente lo contrario».
Cuando visitó la Unión Soviética, fue invitado a una conferencia en filosofía de la física. Él se puso de pie y escribió en la pizarra: «Las leyes físicas deben tener la simplicidad y belleza de las matemáticas». Este concepto de belleza matemática, incluso antes de disponer de pruebas experimentales, guio prácticamente toda su carrera científica. Por sus frecuentes viajes a la Unión Soviética, no pudo entrar a los Estados Unidos durante algún tiempo.
Dirac era un ateo reconocido. Tras hablar con Dirac, Pauli dijo en sus crónicas: «Si entiendo correctamente a Dirac, él dice: no hay Dios, y Dirac es su profeta».
Dirac aunque durante varios años se mostró como un ateo, con el paso del tiempo en 1963 declaró para un artículo de Scientific American que considera a Dios como un gran matemático que empleó ciencia avanzada para crear el universo. En una conferencia en 1971. se mostró escéptico de que la vida haya resultado por casualidad y dijo que «se debe asumir que Dios existe» en relación con las leyes de la física cuántica.
Dirac no se comprometió con ningún punto de vista definido, pero describió las posibilidades de responder científicamente a la cuestión de Dios..
Mantuvo posiciones políticas relativamente escoradas a la izquierda, aunque no militantes. Visitó a menudo la Unión Soviética y mantuvo una íntima amistad con el físico soviético Piotr Kapitsa. Aunque participó en el desarrollo teórico de la energía nuclear y en desarrollos de ingeniería para el enriquecimiento de uranio, durante la Segunda Guerra Mundial se mantuvo prácticamente al margen de las investigaciones para el desarrollo de armas nucleares.

## Legado
Dirac es ampliamente considerado como uno de los físicos más importantes de todos los tiempos. Fue uno de los fundadores de la mecánica cuántica y la electrodinámica cuántica, siendo considerado por algunos físicos como el físico más relevante del siglo XX.
Sus primeras aportaciones incluyen el cálculo moderno de operadores para la mecánica cuántica, que él llamó Teoría de Transformaciones, así como una versión temprana de la formulación de integrales de camino. También creó un formalismo de muchos cuerpos para la mecánica cuántica que permitía que cada partícula tuviera su propio tiempo.
Su ecuación de ondas relativista para el electrón fue el primer planteamiento exitoso de una mecánica cuántica relativista. Dirac fundó la teoría cuántica de campos con su interpretación de la ecuación de Dirac como una ecuación de muchos cuerpos, con la cual predijo la existencia de la antimateria así como los procesos de aniquilación de materia y antimateria. Asimismo, fue el primero en formular la electrodinámica cuántica, si bien no pudo calcular cantidades arbitrarias debido al límite de distancias cortas que requiere de la renormalización.

## Familia

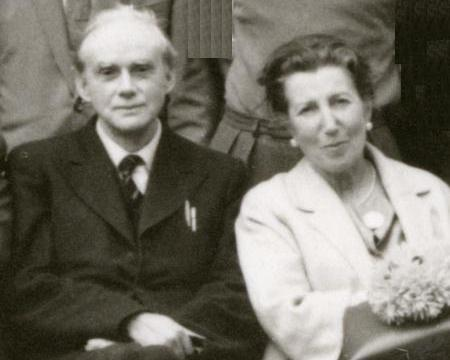
Paul y Manci Dirac en Copenhague, julio de 1963.

En 1937, Dirac se casó con Margit Wigner, hermana del físico Eugene Wigner y divorciada. Dirac crio a los dos hijos de Margit, Judith y Gabriel, como si fueran suyos. Paul y Margit Dirac también tuvieron dos hijas juntos, Mary Elizabeth y Florence Monica.
Margit, conocida como Manci, había visitado a su hermano en 1934 en Princeton, Nueva Jersey, desde su Hungría natal y, mientras cenaban en el restaurante Annex, conoció al "hombre de aspecto solitario de la mesa de al lado". Este relato de un físico coreano, Y. S. Kim, que conoció a Dirac y se vio influido por él, también dice: "Es una gran suerte para la comunidad física que Manci cuidara bien de nuestro respetado Paul A. M. Dirac". Dirac publicó once artículos durante el periodo 1939-46. Dirac pudo mantener su productividad investigadora normal sólo porque Manci se encargaba de todo lo demás".